# Vacuna de Sinopharm contra la COVID-19
La vacuna de Sinopharm contra la COVID-19 (de nombre en clave BBIBP-CorV) conocida a veces como Vero Cell o Sinopharm, es una vacuna contra la COVID-19 de virus inactivado, desarrollada por Sinopharm (China).
La vacuna completó los ensayos clínicos de fase III en los Emiratos Árabes Unidos, Argentina, Baréin, Egipto, Marruecos, Pakistán y Perú, con más de 60 000 personas.
En noviembre de 2020, alrededor de un millón de personas recibieron la vacuna a través del programa de uso de emergencia de China. En diciembre de 2020, 100 000 personas en los Emiratos Árabes Unidos, recibieron la vacuna como parte de un programa voluntario.
El 9 de diciembre de 2020, la vacuna obtuvo el registro oficial en los Emiratos Árabes Unidos, después de que un análisis intermedio de los ensayos de fase III mostrara que BBIBP-CorV tenía una eficacia del 86% contra la infección por COVID-19. Tanto Baréin como los Emiratos Árabes Unidos han aprobado el uso de la vacuna. Los Emiratos Árabes Unidos no dijeron cómo se implementaría la vacuna.
BBIBP-CorV comparte una tecnología similar con CoronaVac y Covaxin, otras vacunas de virus inactivados para COVID-19. Su nombre de producto es Vacuna contra el SARS-CoV-2 (Vero Cell), que no debe confundirse con el nombre de producto similar de CoronaVac.
BBIBP-CorV se está utilizando en campañas de vacunación en ciertos países de Asia, África, América del Sur, y Europa. Sinopharm espera producir mil millones de dosis de BBIBP-CorV en 2021.
El 7 de mayo de 2021, la Organización Mundial de la Salud aprobó la vacuna para su uso en COVAX.

## Búsqueda clínica

### Fases I y II
En abril de 2020, China aprobó ensayos clínicos para una vacuna candidata contra la COVID-19 desarrollada por el Instituto de Productos Biológicos de Pekín de Sinopharm y el Instituto de Productos Biológicos de Wuhan. Ambas vacunas son vacunas de virus completo químicamente inactivado contra la COVID-19 .
El 15 de octubre, el Instituto de Productos Biológicos de Pekín publicó los resultados de sus estudios clínicos de Fase I (192 adultos) y Fase II (448 adultos) para la vacuna BBIBP-CorV, que muestran que BBIBP-CorV es seguro y bien tolerado en todas las pruebas en dosis en dos grupos de edad. Se obtuvieron anticuerpos contra el SARS-CoV-2 en todos los receptores de la vacuna el día 42. Estos ensayos incluyeron personas mayores de 60 años.
El 13 de agosto, el Instituto de Productos Biológicos de Wuhan publicó los resultados provisionales de sus estudios clínicos de Fase I (96 adultos) y Fase II (224 adultos). El informe señaló que la vacuna contra el COVID-19 con virus inactivado tenía una tasa baja de reacciones adversas y demostró inmunogenicidad, pero la evaluación a más largo plazo de la seguridad y la eficacia requeriría ensayos de fase III.
BIBP-CorV puede tener características favorables para vacunar a personas en los países en desarrollo. Mientras que las vacunas basadas en ARNm, como tozinamerán y mRNA -1273 mostraron una eficacia más alta de + 90%,  presentan también desafíos de distribución para algunas naciones, ya que requieren instalaciones de congelación y camiones. Por el contrario, BIBP-CorV se puede transportar y almacenar a temperaturas de refrigeración normales. Si bien Pfizer y Moderna se encuentran entre los desarrolladores que confían en la nueva tecnología de ARNm, los fabricantes tienen décadas de experiencia con la tecnología de virus inactivado que utiliza Sinopharm.

### Fase III

#### África
El 16 de julio, Sinopharm comenzó a realizar un ensayo de vacuna de fase III con 31.000 voluntarios en los Emiratos Árabes Unidos en colaboración con G42 Healthcare, una empresa de computación en la nube e inteligencia artificial con sede en Abu Dabi. En agosto, todos los voluntarios habían recibido su primera dosis y debían recibir la segunda dosis en las próximas semanas. El 9 de diciembre, el Ministerio de Salud y Prevención de los EAU anunció el registro oficial de BBICP-CorV, después de que un análisis intermedio del ensayo de fase III mostró que BBIBP-CorV tiene una eficacia del 86% contra la infección por la COVID-19. La vacuna tenía una tasa de seroconversión del 99% de anticuerpos neutralizantes y una efectividad del 100% en la prevención de casos moderados y graves de la enfermedad.
El 2 de septiembre, Sinopharm inició un ensayo de fase III en Casablanca y Rabat con 600 personas. En septiembre, Egipto abrió el registro para un ensayo de fase III que durará un año e inscribió a 6.000 personas.
En agosto de 2020, Sinopharm inició un ensayo clínico de fase III en Baréin con 6.000 ciudadanos y voluntarios residentes. En una actualización de noviembre, 7.700 personas se habían ofrecido como voluntarias en un ensayo de fase III y habían recibido una segunda dosis. También a fines de agosto, Sinopharm comenzó un ensayo clínico de fase III en Jordania con 500 voluntarios en el Hospital Prince Hamzah.
Por separado, Sinopharm también comenzó a trabajar con la Universidad de Karachi en un ensayo de vacuna con 3.000 voluntarios, que, de tener éxito, Pakistán recibiría dosis suficientes al principio de la distribución para vacunar a aproximadamente una quinta parte de su población. En noviembre, el vicerrector de la Universidad de Ciencias de la Salud de Lahore, Dr. Javed Akram, dijo que la vacuna debería estar disponible en Pakistán en un plazo de seis a ocho semanas. 

#### América del Sur

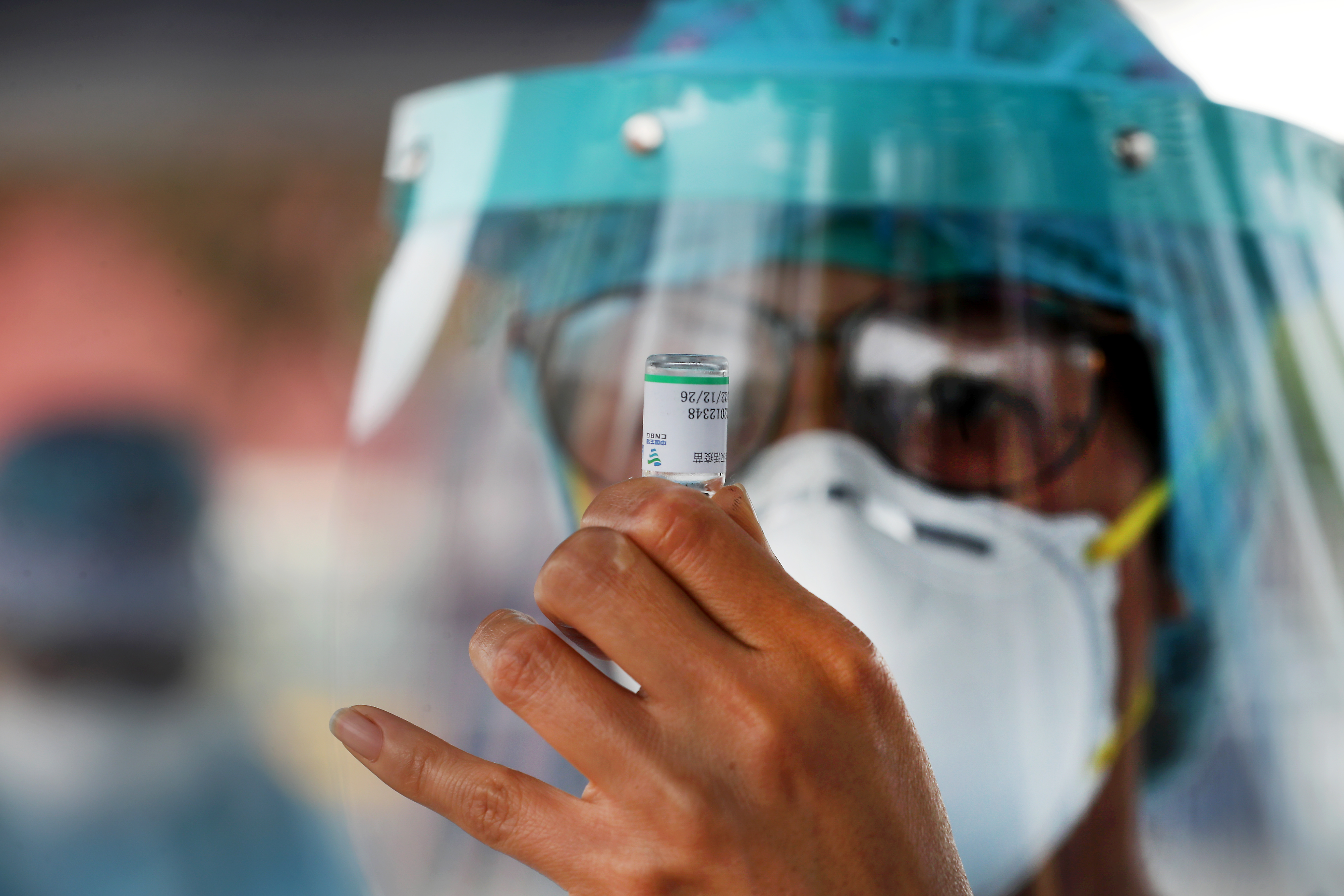
Vacunación contra el COVID-19 en el Centro Médico de la Marina de Guerra del Perú

El 10 de septiembre, Sinopharm inició un ensayo de fase III en Perú con el objetivo a largo plazo de vacunar a un total de 6.000 personas de entre 18 y 75 años. En octubre, los investigadores anunciaron que el ensayo de fase III se ampliaría para incluir 6.000 voluntarios adicionales. El 12 de diciembre, Perú suspendió los ensayos de la vacuna de Sinopharm como medida de seguridad después de que un voluntario experimentó una disminución de la fuerza en sus piernas antes de reanudarlas el 16 de diciembre..
El 16 de septiembre, Argentina inició un ensayo de fase III con 3.000 voluntarios a través del Laboratorio Elea Phoenix.

## Fabricación
Una instalación de Sinopharm en Pekín podrá producir 120 millones de dosis por año, mientras que otra instalación en Wuhan podrá producir 100 millones de dosis por año. En una actualización de octubre, Sinopharm dijo que podría tener la capacidad de producir más de mil millones de dosis en 2021.
En octubre, G42 Healthcare de Dubái llegó a acuerdos de fabricación con Sinopharm para proporcionar a los EAU y otros estados regionales BBIBP-CorV, y los EAU con el objetivo de producir de 75 a 100 millones de dosis en 2021.
En diciembre, Egipto anunció un acuerdo entre Sinopharm y Egyptian Holding Company for Biological Products & Vaccines (VACSERA) para que la vacuna se fabrique localmente.

## Autorización de uso durante la emergencia

### China
Sinopharm obtuvo una autorización para uso de emergencia condicional para uno de sus candidatos a vacuna contra la COVID-19 en julio. En junio, antes del programa de uso de emergencia, a los empleados de empresas estatales que viajaban al extranjero se les permitió ser administrados con una de las dos vacunas que estaba desarrollando Sinopharm. En octubre, comenzó a ofrecer la vacuna de forma gratuita a los estudiantes chinos que iban al extranjero para realizar estudios superiores.
En octubre, Zhejiang, una provincia con una población de 58,5 millones cerca de Shanghái, anunció que los residentes de alto riesgo podrían recibir vacunas a partir de finales de noviembre. Un número no revelado de lotes iniciales se reservaría para grupos de alto riesgo que cubren a trabajadores médicos y esenciales, oficiales de inmigración, taxistas, trabajadores del transporte público, repartidores, cajeros de supermercados y miembros de la tripulación que operan rutas internacionales.

### Baréin
El 3 de noviembre, Baréin otorgó la autorización de uso de emergencia (EUA) para el uso de la vacuna contra la COVID-19 de Sinopharm para los trabajadores de primera línea, según la agencia de noticias estatal BNA. Varios ministros y altos funcionarios han recibido la vacuna en Baréin, incluido Salman, Príncipe Heredero de Baréin.

### Emiratos Árabes Unidos
El 14 de septiembre de 2020, los Emiratos Árabes Unidos aprobaron la vacuna contra la COVID-19 de Sinopharm para los trabajadores de primera línea luego de los exitosos ensayos provisionales de Fase III. "Los resultados de los estudios durante las etapas finales del ensayo de fase III mostraron que la vacuna es eficaz y dio como resultado una fuerte respuesta y la generación de anticuerpos contra el virus". dijo el ministro de Salud Abdulrahman Al Owais.
El 3 de noviembre de 2020, el primer ministro de los Emiratos Árabes Unidos y gobernante de Dubái, Mohammed bin Rashid Al Maktoum, recibió la vacuna contra la COVID-19.
Para diciembre de 2020, CNN informó que casi 100.000 personas en los EAU habían recibido la vacuna como parte de un programa voluntario.. Los Emiratos Árabes Unidos no dijeron cómo se implementaría la vacuna.

## Mercado y despliegue

### Baréin
El 12 de diciembre, la Autoridad Reguladora de Salud Nacional de Baréin aprobó la vacuna de Sinopharm, citando datos de ensayos clínicos de Fase III que mostraron una tasa de eficacia del 86% y diciendo que Baréin había participado en esos ensayos.

### China
El 25 de noviembre, Sinopharm solicitó la aprobación regulatoria en China para lanzar su vacuna al mercado general. Es probable que la aplicación incluya datos de las pruebas en humanos de fase III de la empresa realizadas en Oriente Medio y Sudamérica. Para noviembre, casi un millón de personas habían recibido la vacuna a través del programa de uso de emergencia de China.

### Egipto
El 10 de diciembre, el primer lote de 50.000 dosis de BBIBP-CorV llegó al Aeropuerto Internacional de El Cairo, según la ministra de Salud, Hala Zayed. El personal médico que trabaja en hospitales de aislamiento y los pacientes con enfermedades renales, cardíacas y otras enfermedades crónicas recibirían acceso prioritario a la vacuna. A finales de diciembre de 2020, Egipto recibiría medio millón de dosis de BBIBP-CorV.

### Indonesia
En octubre, Indonesia llegó a un acuerdo con Sinopharm para entregar 15 millones de vacunas de doble dosis en 2020, y se espera que se entreguen 5 millones en noviembre. El 13 de noviembre, el presidente de Indonesia, Joko Widodo, dijo que el país iniciaría una campaña de vacunación masiva en diciembre. La vacuna de Sinopharm y CoronaVac se utilizarán en las primeras etapas de la campaña. En 2020-21, las empresas proporcionarán 18 millones de vacunas, incluidos 15 millones que serán fabricados por la estatal Bio Farma.

### Emiratos Árabes Unidos
BBIBP-CorV se registró oficialmente el 9 de diciembre después de que EAU revisara los resultados del análisis intermedio. El 14 de diciembre, la capital de los Emiratos Árabes Unidos, Abu Dabi, comenzó una vacunación generalizada con BBIBP-CorV de forma voluntaria a través de la Compañía de Servicios de Salud de Abu Dabi en sus clínicas.

### Marruecos
El 9 de noviembre, Mohamed VI de Marruecos ordenó que comenzara una campaña de vacunación masiva a mediados de diciembre. El personal de primera línea, incluidos los trabajadores de la salud, las autoridades públicas, las fuerzas de seguridad y los empleados de educación nacional, obtendrían acceso prioritario además de los ancianos y las personas vulnerables al virus. Marruecos tiene programado 10 vuelos a lo largo de diciembre para traer 10 millones de dosis de la vacuna, suficientes para vacunar inicialmente a 5 millones de personas en la primera etapa. El 28 de noviembre, se informó que el primer lote de un millón de dosis llegó a Casablanca en presencia de funcionarios marroquíes y un equipo de Sinopharm. En noviembre, el ministro de Salud de Marruecos, Jalid Ait Taleb, anunció que el país recibiría 10 millones de dosis de la vacuna de Sinopharm a partir de diciembre.